# Mario is Missing!
Mario is Missing! är ett TV-spel från 1992. Det släpptes till SNES, NES samt även i både MS-DOS- och Mac-versioner. Spelet är en del av Mario-serien men inte utvecklat av Nintendo. Spelet är ett edutainment-spel utgivet av Mindscape.

## Handling
Storyn innebär att Luigi med hjälp av Yoshi ska rädda Mario från Bowser. Poängen med spelet är att spelaren ska lära sig om olika kulturer, genom att historien leder Luigi genom olika kulturer på jakt efter Mario.